# Sarimukti (Pasirwangi)
Sarimukti is een bestuurslaag in het regentschap Garut van de provincie West-Java, Indonesië. Sarimukti telt 5254 inwoners (volkstelling 2010).